# Plasnica
Plasnica (in macedone Пласница?, in turco Plasnitsa) è un comune urbano della Macedonia del Nord di 4 545 abitanti (dati 2002). La sede comunale è nella località omonima.

## Geografia fisica
Il comune confina con Makedonski Brod a  nord-est, Kruševo a sud-est, Drugovo a sud  e Vraneštica a nord-ovest.

## Società

### Evoluzione demografica
In base al censimento del 2002 gli abitanti sono cisì suddivisi dal punto di vista etnico:
- Turchi: 4 491
- Macedoni: 34
- Albanesi: 20

## Località
Il comune è formato dall'insieme delle seguenti località:
- Plasnica (sede comunale)
- Dvorci
- Lisičani
- Preglovo